# Adriana Varejão
Adriana Varejão (Rio de Janeiro, 1964) is een Braziliaanse schilder, beeldhouwer en installatiekunstenaar.

## Leven en werk
Varejão is bekend geworden met haar werken, waarin het thema azulejos portugueses de belangrijkste rol speelt.
Zij had haar eerste expositie in 1988 bij Thomas Cohn Arte Contemporânea in Rio de Janeiro en reeds in 1989 brak zij internationaal door. Zij stelde haar werk onder andere tentoon in 1989 in het Stedelijk Museum in Amsterdam en het Centro de Arte Moderna José de Azeredo Perdigão (CAMJAP) van de
Fundação Calouste Gulbenkian in Lissabon.
Voorts stelde zij tentoon in het Museum of Modern Art in New York (expo "Tempo" 1994 en "Mapping" 2002), in de Whitechapel Art Gallery in Londen (expo "Lines from Brazil" 1997), de Tate Modern in Londen, het Borås Konstmuseum in Borås (2000), het Guggenheim Museum in New York (expo "Brazil:Body and Soul" in 2001), de Fondation Cartier pour l'art contemporain in Parijs (2003 en 2005) en het Hara Museum of Conteporary Art in Tokio (2007). In 2008 kreeg zij een eigen paviljoen voor permamente expositie, dat werd gebouwd door de architect Rodrigeo Cervino Lopez in het Centro de Arte Contemporâneo Inhotim in Brumadinho (2008).
Varelão werd in 1995 uitgenodigd voor deelname aan de expositie TransCulture tijdens de Biënnale van Venetië. Zij nam eveneens deel aan de Biënnale van São Paulo van 1994 en 1998 en de 5° Bienal do Mercosul in Porto Alegre.
De kunstenares woont en werkt in Rio de Janeiro.

## Fotogalerij

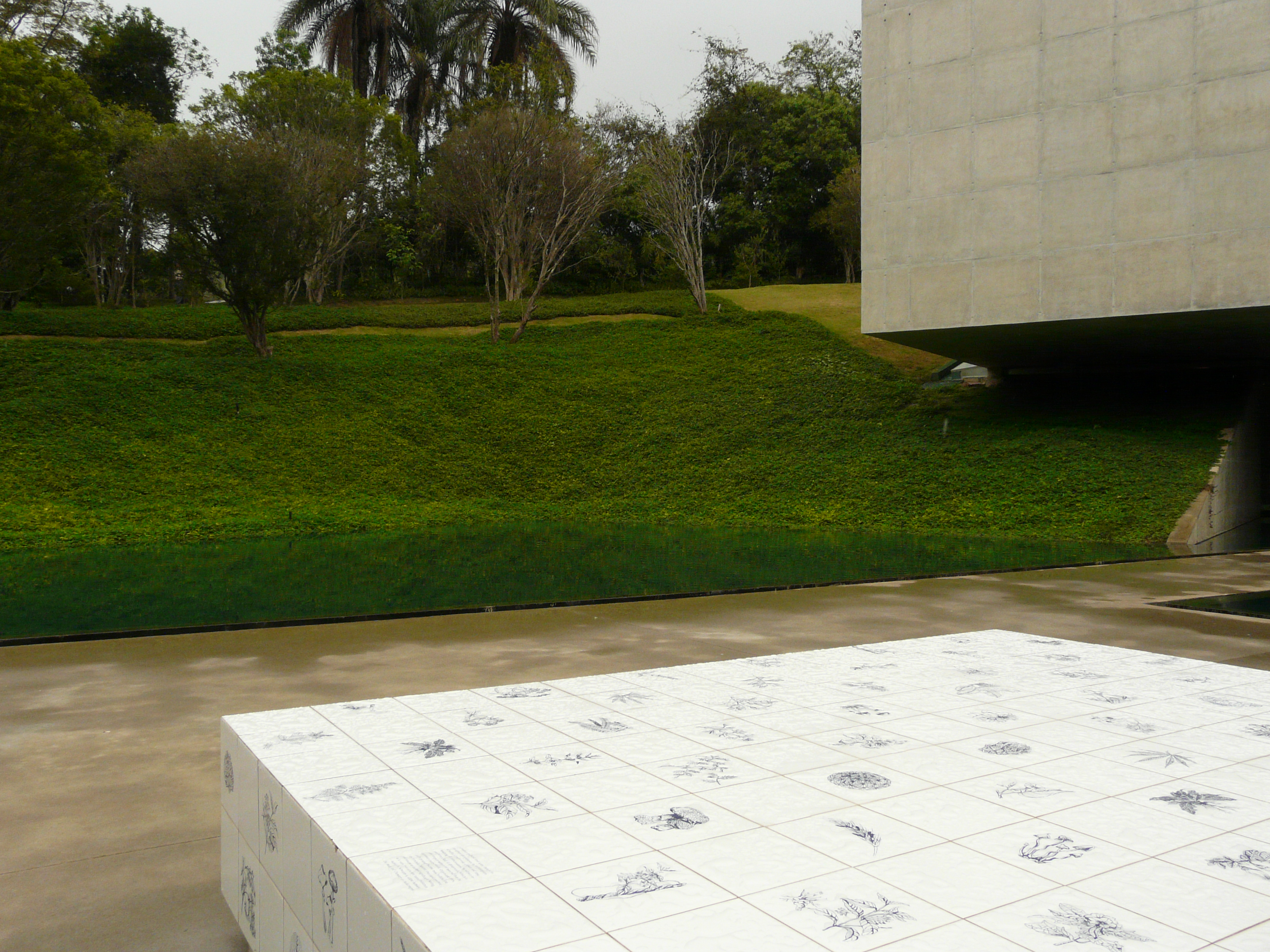
Panacea Phantastica, Beeldenpark van het Centro de Arte Contemporânea Inhotim
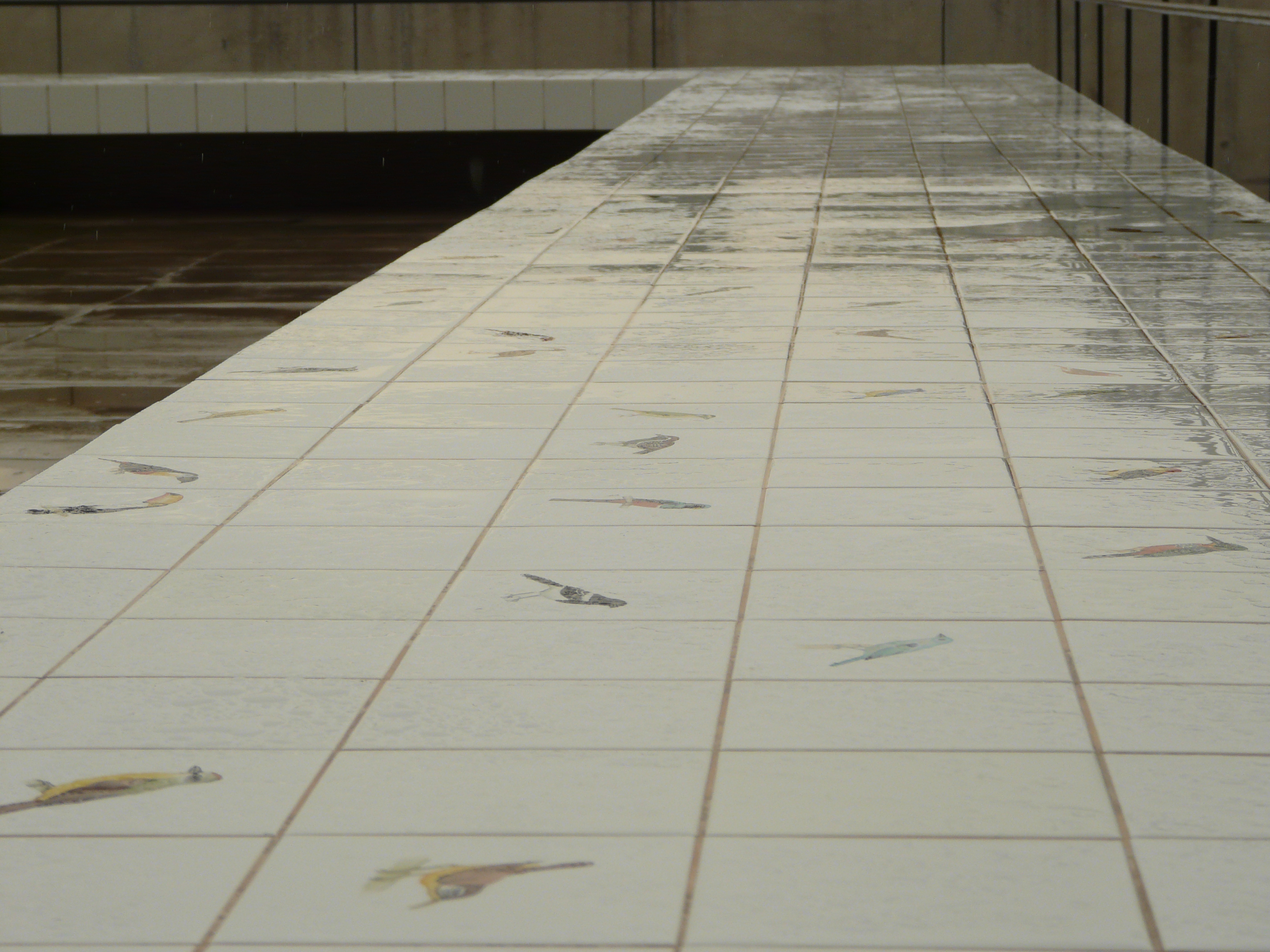
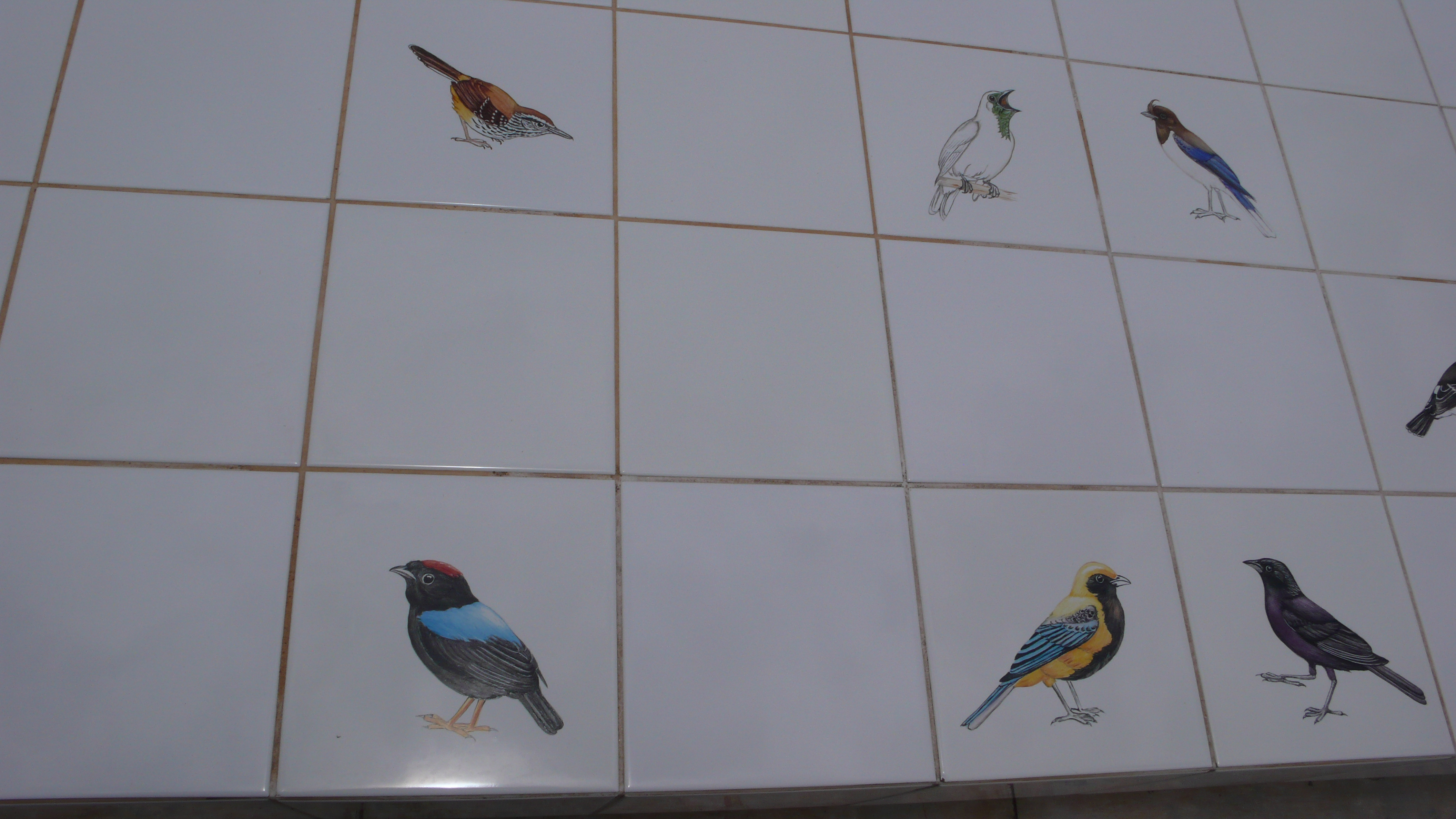